# Constand Laubscher Viljoen
Constand Laubscher Viljoen (Standerton, 28 ottobre 1933 – Ohrigstad, 3 aprile 2020) è stato un politico e generale sudafricano, membro dell'ala conservatrice del Partito Nazionale e poi fondatore del partito di destra moderata Fronte della Libertà Più.

## Biografia
Nato in una cittadina dello Mpumalanga da una famiglia boera, Constand Laubscher Viljoen effettuò gli studi inferiori e superiori nella sua città natale.
Intrapresa la carriera militare si trasferì a Pretoria, dove si laureò in scienze militari (1955). Tra gli anni '50 e gli anni '70 si dedicò esclusivamente all'esercito. Nel 1956 divenne ufficiale della South African Defence Force (SADF). Nel 1968 fu promosso colonnello, nel 1976 Luogotenente Generale e nel 1980 Generale di corpo d'armata.
Nel 1957 aveva sposato Christina Sussanna Heckroodt, da cui ebbe 5 figli.
Nel 1977 divenne Capo di Stato Maggiore dell'Esercito e nel 1980 dell'intera SADF, carica che mantenne fino al 1985. In questo ruolo, che aveva una certa rilevanza politica, Viljoen si eresse a strenuo difensore dell'apartheid come sistema di vita tradizionale del Sudafrica, entrando perciò in contrasto con coloro che premevano per trovare un accordo con l'African National Congress (ANC). Nel 1985 Viljoen si dimise da tutte le cariche ritirandosi nelle sue tenute di Ohrighstad, nello Mpumalanga.
All'inizio degli anni '90, in concomitanza con la politica di smantellamento dell'apartheid promossa da Frederik Willem De Klerk, venne richiamato a gran voce dai nazionalisti boeri allo scopo di fondare un nuovo movimento a tutela di questo gruppo etnico. Il generale accettò e nel 1993, assieme ad altri generali congedati, fondò il Fronte Popolare Afrikaner (Afrikaner Volksfront), che nel 1994 assunse il nome di Fronte della Libertà (Vryheidsfront). 
Tuttavia, durante la fondazione del Fronte Popolare Afrikaner, Viljoen ebbe dei rapporti difficili con i leader di altri partiti di destra dell'epoca, che lo considerarono "troppo moderato".
Viljoen venne accreditato da alcuni commentatori politici nel aver fatto degli approcci che aiutarono a portare i sudafricani bianchi ad accettare il suffragio universale e le elezioni libere, come il suo discorso al raduno annuale della Broederbond alla base di Voortrekkerhoogte (attualmente Thaba Tshwane), parlando a riguardo dei sudafricani neri nel suo esercito: Se loro possono combattere per il Sudafrica, loro possono votare per il Sudafrica! (Afrikaans: As hulle kan veg vir Suid-Afrika, kan hulle stem vir Suid-Afrika!).
Venne così eletto deputato. In tale veste si fece promotore di un nuovo Grande Trek che, in prospettiva, dovrebbe portare gli afrikaner a costituire un territorio autonomo autogestito nell'ambito del Sudafrica, sito nell'ovest del paese, tra Vredendal e Orania. A cavallo dei secoli XX e XXI riuscì a fondare piccole comunità che, secondo i suoi propositi, dovrebbero costituire il nucleo su cui in futuro si dovrà costituire il volkstaat boero.
Viljoen, nonostante la differenza di opinioni politiche, riuscì a instaurare rapporti relativamente buoni con Nelson Mandela e Thabo Mbeki, che ne riconobbero il prestigio e la legittima volontà di tutelare il suo gruppo etnico. Egli lodò Mandela durante il ritiro di quest'ultimo dalla politica nel 1999, persino concludendo il suo discorso in parlamento parlando in xhosa (la lingua madre di Mandela), in cui gli disse "Va' e abbi il tuo riposo ben meritato. Riposa sotto l'ombra di un alto albero". Quando infatti nel 2001 Viljoen decise di ritirarsi definitivamente a vita privata, Mbeki gli rivolse un discorso di omaggio in parlamento. 
Nei suoi ultimi anni si è occupato delle sue proprietà terriere nello Mpumalanga e ha partecipato informalmente alle varie iniziative di diffusione della cultura boera. Ha mantenuto soltanto l'incarico ufficiale di direttore dell'Armscor, un ente militare dello stato sudafricano.